# Emmerich Rath

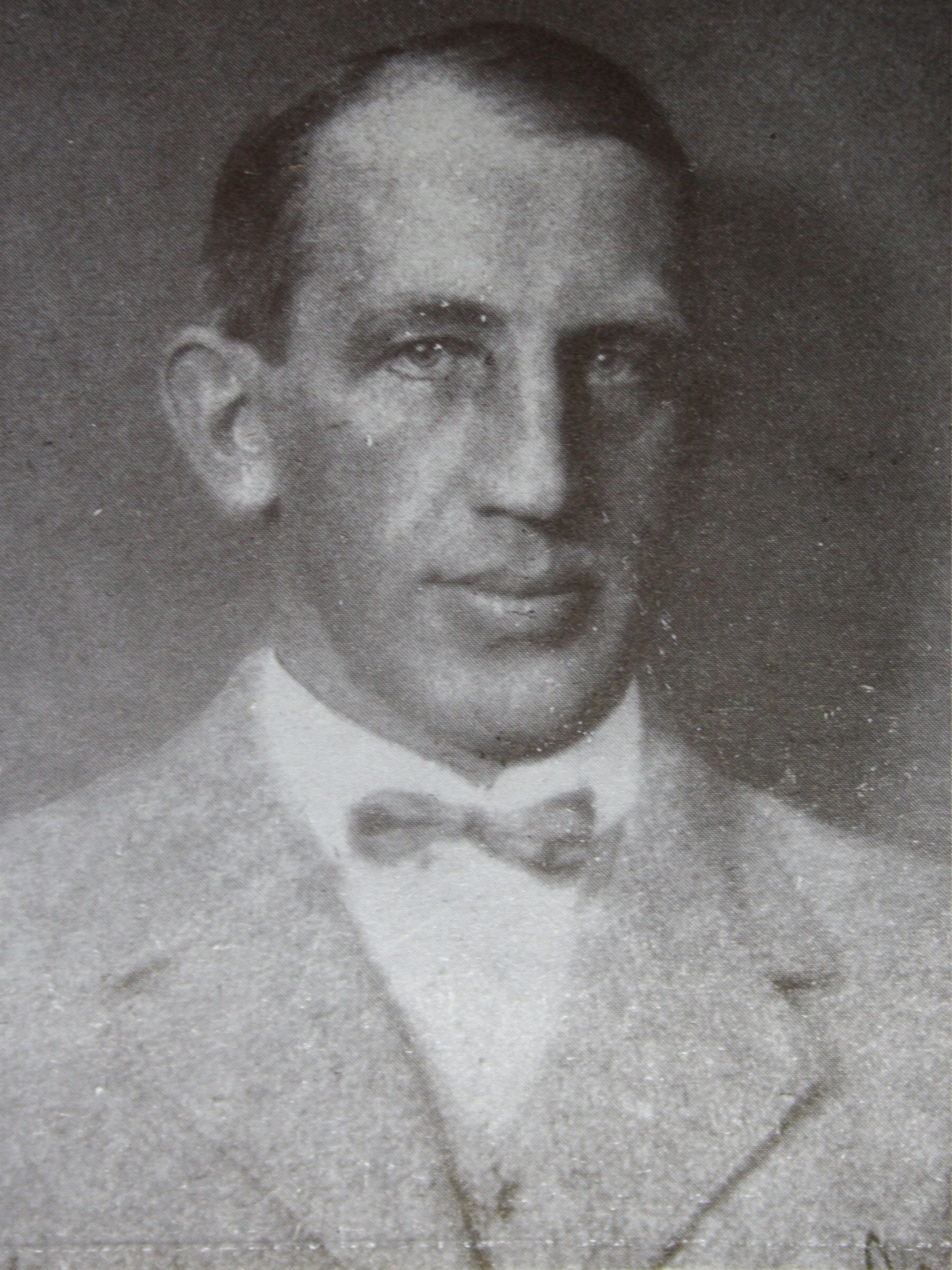
Emmerich Rath

Emmerich Rath (tschechisch Emerich Rath; * 5. November 1883 in Prag; † 21. Dezember 1962 in Broumov) war ein deutsch-böhmischer Allround-Sportler. Er war in der Leichtathletik, der Nordischen Kombination, im Bobsport, Kanusport, Rudern, Fußball, Skilanglauf, Bergsteigen, Rugby, Boxen, Hockey und Eishockey aktiv.

## Werdegang
Rath entstammte einer deutschböhmischen Familie und wuchs ab seinem vierten Lebensjahr in Braunau (Broumov) auf. Im Alter von zehn Jahren erlernte er autodidaktisch das Skilaufen und gehörte zu den Pionieren des Skilaufs in Böhmen. 1898 begann er eine Lehre zum Handlungsgehilfen bei der renommierten Prager Eisenwarenhandlung VJ Rott. Seit seinem 16. Lebensjahr ernährte sich Rath vegetarisch.
Rath startete seine Fußballkarriere beim DFC Prag. Zwischen 1904 und 1909 war er als Militärläufer aktiv. Dabei gewann er elf Läufe über 50 Kilometer, darunter 1905 sowie zwischen 1907 und 1909 den 50-Kilometer-Lauf von Berlin. 1909 stellte Rath bei dem mit 30 Kilogramm Sturmgepäck ausgetragenen Wettbewerben mit 6:13 h eine neue Rekordzeit auf. Bereits 1906 veröffentlichte er sein Buch Der Gepäckmarsch über 50 km und warum ich siegte, welches von seinem Sieg 1905 handelte. Bei den Olympischen Sommerspielen 1908 in London startete er im Marathon und über 10 km Gehen. Im Marathon erreichte er den 25. Platz und stellte mit 3:50:31 h den ersten österreichischen Landesrekord auf, im Gehen belegte er den achten Platz. Bei den Olympischen Sommerspielen 1912 in Stockholm erreichte er im Marathon den 33. Platz. Im Querfeldeinlauf-Einzel erreichte er das Ziel nicht. 1912 wurde Rath nach einem Remis im Kampf mit dem Berliner Meister Deutscher Boxmeister im Schwergewicht. Eishockey spielte er beim Berliner Schlittschuhclub.
Am 24. Juni 1912 heiratete Rath in Berlin Franziska Kraus. 1914 zogen die Eheleute von Berlin nach Prag, wo er ein Sportartikelgeschäft eröffnete. Im selben Jahre gewann er mit der böhmischen Mannschaft eine Europameisterschaft im Feldhockey, an der jedoch nur die böhmische, deutsche und belgische Auswahl sowie als Aufstockung ein Berliner Klub teilnahmen. Nach dem Ende des Ersten Weltkrieges war Rath zunächst als Skilehrer in den italienischen Alpen tätig. Bei den Olympischen Spielen 1920 und 1924 arbeitete er als Sportjournalist. Ab 1923 arbeitete Rath wieder bei VJ Rott, nachdem das Unternehmen sein Sortiment auf Sportartikel erweitert hatte. Bei den Nordischen Skiweltmeisterschaften 1926 startete er für die Tschechoslowakei im Skilanglauf und in der Nordischen Kombination. Im Skilanglauf über 30 km musste er aufgeben. Im Einzel der Kombination erreichte er den 24. Platz. 1929 eröffnete Rath in der Passage zwischen dem Obstmarkt und der Straße Na příkopě ein eigenes Geschäft für Sportartikel und Trampingausrüstung. Während der deutschen Besetzung versteckte Rath den Prager Juden Boris Effenberg und unterstützte ihn später auch bei der Ausreise nach Schweden.
Nach der Machtübernahme der kommunistischen Partei verlor Rath 1948 sein Sportartikelgeschäft. Wegen westlichen Lebensstils und Amerikanismus wurde der unter dem Namen Grauer Wolf bekannte leidenschaftliche Anhänger des „Tramping“, einer der Amerika- und Naturromantik verpflichteten Bewegung, zu einem Jahr Gefängnis verurteilt. Danach arbeitete er als Straßenkehrer und Maurer. Nach einer Erkrankung lebte Rath ab 1960 kurzzeitig bei seinem Cousin in Broumov und danach auf der Straße. Danach wurde er in ein Altersheim in Stárkov eingewiesen.
Die Rathova Pasáž („Rath-Passage“), die von der Na Příkopě, einer der wichtigsten Prager Einkaufsstraßen, abgeht, ist nach ihm benannt.

## Persönliche Bestleistungen
- 400-Meter-Lauf: 55,0 s
- Hochsprung: 1,62 m
- Marathonlauf: 3:27:04 h[3] (1912)

## Erfolge
- Skilanglauf-Meisterschaft des Königreiches Böhmen 1907: 5 km (1. Platz), 10 km (2. Platz), 50 km (2. Platz)

## Werke
- Der Gepäckmarsch über 50 km und warum ich siegte, 1906
- Heinrich Otto: Der Gehsport. Training, Technik und Taktik des Schnell-, Gepäck- und Dauergehens mit Beiträgen von Hermann Müller und Emmerich Rath, neu bearbeitet von Hermann Müller. Leipzig und Zürich: Grethlein 1922.